# Oecleus pontifex
Oecleus pontifex är en insektsart som beskrevs av Kramer 1977. Oecleus pontifex ingår i släktet Oecleus och familjen kilstritar. Inga underarter finns listade i Catalogue of Life.